# クンドゥン
『クンドゥン』（原題: Kundun）は、ダライ・ラマ14世の半生を描いた、1997年のアメリカ映画。マーティン・スコセッシ監督、メリッサ・マシスン脚本。
1998年のアカデミー賞に於いて4部門がノミネートされた。

## 概要
チベットの最高指導者ダライ・ラマ14世の、インド亡命に至るまでの前半生を描いた伝記映画で、ダライ・ラマ14世自身がさまざまなアドバイスを提供した。出演者はダライ・ラマの甥の息子が主役を演じて、母親役もダライ・ラマの実母の親族など、俳優としては素人の亡命チベット人が大多数をしめた。撮影は当初インド北部が予定されたが叶わず、チベット高原に見た目がよく似たモロッコで行われた。
監督はイタリア系移民の子でカトリックの教育で育ったマーティン・スコセッシ、脚本は自身がチベット仏教に帰依したメリッサ・マシスン（当時は俳優ハリソン・フォードの妻）、音楽のフィリップ・グラスもチベット仏教徒であった。
題名のクンドゥンは彼の尊称 Kundun （チベット文字：སྐུ་མདུན་; ワイリー方式：sku mdun、文字通りには「御前」）に由来する。これはチベット人がダライ・ラマに敬愛と親愛の情を込めて呼ぶときの尊称で、「尊いもの」または「存在（Presence）」というような意味を持ち、法王、法王猊下とも意訳される。

## あらすじ
1937年、僧侶の召使いに変装した高僧がチベット東部アムド（現・中華人民共和国青海省）の田舎にある質素な農家に立ち寄る。その家のラモ・ドンドゥプという末っ子の幼児は高僧になつき、彼が首にかけている数珠を「これは僕のだ」と言い張る。今度は本来の服装で家を尋ねた高僧は、誰か著名な高僧の遺品を、よく似た物品と並べてラモ（「守護者」の意）に見せると、ラモはことごとく本物の遺品を言い当てる。高僧たちは感動し、思わず「クンドゥン」と呟く。どうやらラモは誰か高位の僧化身ラマの転生者として認定されたらしい。だがそのこと自体は、ラモの家族にとって名誉なことではあるが、そんなに珍しいことにも思えなかった。
2年後、迎えに来た僧侶たちに連れられ、ラモ少年と家族はラサへ向かう。すでに近所の僧院で修行する身のラモの長兄は「お前は立派なお坊さんになるんだよ。怖がることはない。こうやって見つけられた子どもは今までにもたくさんいたし、これからだっている」と言う。宿営地で頭が剃られるのをいやがって逃げ出したラモは、摂政のレティン・リンポチェのテントに逃げ込む。レティンは彼を「クンドゥン」と呼び、生きとし生けるものすべてを愛するために、またこの世に生まれ変わって来たのだと告げる。
なにやら仰々しい儀式で上座に座らされたラモに、レティンは「観音菩薩の化身、願いを叶えたもう宝珠、第14世ダライ・ラマ」と呼びかける。数珠も様々な遺品も1933年に崩御したダライ・ラマ13世の遺品であり、ラモはその転生として認定されたのだった。
ダライ・ラマになったラモは歴代法王の住居でありチベットの政治宗教の中心であるラサのポタラ宮に住むことになり、遊び相手としてすぐ上の兄と一緒に育てられる。だが親と離され、高僧たちに囲まれ、暗く重々しいポタラに、幼いダライ・ラマはなかなかなじめない。養育係を務めるポタラ宮の給仕長ポンポは、「夏の離宮の方が気に入るでしょう」と言う。その夏の離宮、ノルブリンカ宮には両親の家もあり、彼は動物と豊かな自然に囲まれて無邪気にのびのびと育つ。
5年後、1944年。第二次世界大戦のことも外国の雑誌やニュース・フィルムで見るくらいの、平和に見えるポタラ宮で、ダライ・ラマは仏教の哲学を学び、様々な修行を受けて利発で好奇心旺盛な少年へと成長している。ある晩、彼は摂政のレティンと側近の高僧タクバ・リンポチェが密談しているのを聞いてしまう。タクバはレティンに、摂政の位を辞任して隠遁するように薦めていた。ある日、ダライ・ラマ少年は西洋からの贈り物である望遠鏡で街を見ていて、ポタラ宮内の建物の屋上に足を鎖で繋がれた男がいるのを見る。閣議でレティンの辞任が報告され、ダライ・ラマはタクバを摂政に任命する。
仏教教義の試験をダライ・ラマが受けているとき、突然銃声がポタラ宮に響く。僧侶たちは少年の頭から袈裟をかぶせ、慌てて保護する。「あなたのお耳に入れるようなことではありません」と言う高僧たちに、少年ダライ・ラマは「なぜ僕が聞いてはいけないのか」と怒る。しぶしぶ説明する側近たちによると、レティンが摂政位に復帰しようとして逮捕され、その一派の僧たちが発砲したのだと言う。「僧が銃を持ってるの？」とショックを受けるダライ・ラマ。逮捕されたレティンはポタラ宮内の牢獄に収監されたという。「ポタラに牢獄があったのか」とさらにショックを受けるダライ・ラマに、宮内長官のパラが「ポタラには昔から牢獄があります」と言いにくそうに伝える。レティンのクーデター未遂について質問するダライ・ラマだが、パラたちは「いろいろ複雑な事情がありまして」としか言ってくれない。ダライ・ラマはレティンに会いたいというが制止され、「彼は私を見いだしてくれた人だ。私の師だ。良い待遇をするように」としか言えない。中国のことを訊ねても、「それもいろいろ複雑な事情がありまして」との返事。中国側がチベットを中国の一部だと主張し始めていると言われ、ダライ・ラマは「チベットがチベットだ」と言う。タクバが「我々と中国は、その点では決して同意しないということで同意して来たのです」と説明する。チベットと自分の置かれた複雑な政治的立場がなんとなくには分かって来た少年ダライ・ラマは、「これから多くのことを変えなければいけない」と決意する。パラがダライ・ラマ13世が後継者に残した手紙を読み聞かせる。少年のダライ・ラマは「僕に何が出来るの？　ただの子どもなのに」としか言えない。パラは「あなたはこの手紙を書いた人であり、我々を導くために生まれ変わって来たのです」という。そしてレティン・リンポチェの服毒自殺が報告される。ダライ・ラマの父が亡くなり、鳥葬が行われる。
5年後、1949年。数え歳で16歳になったダライ・ラマに、摂政タクバ・リンポチェが中国で中華人民共和国が成立したこと、毛沢東が「チベットが中国の一部であることを認める」などの三つの条件を突きつけて来たことを報告する。タクバはダライ・ラマに正式に元首として即位することを進言するが、彼は「私はまだ少年だから」と躊躇する。歴代のダライ・ラマは18歳で即位しているから、自分もそれまでは待って欲しい、と。だが人民解放軍がチベットに侵攻を開始、ダライ・ラマは即位して即座にインド国境に近いドゥンカル僧院に避難することになる。即位と同時に政治犯の恩赦と、各国と国際連合にチベット独立への支持を要請する使者を出すことを命ずるダライ・ラマだが、その使者はインドですら無視され、国連でも取り上げられない。16歳の元首は、中国との困難な交渉に自ら向き合うことになる。子どもの頃からの世話係だったノルブに、ダライ・ラマは「レティン・リンポチェが本当に正しい転生した子どもを見つけたのか、疑ったことはないか」と訊ねる。ノルブは「私は一切ありません。あなた以外の誰に正しかったか間違いだったか分かるのか」という。ラサを出発する別れ際に、ノルブはダライ・ラマに携帯式の電灯を贈る。
避難先で、夜、ダライ・ラマはラジオで自分の使節団が中国から十七か条協定と称するものに無理矢理合意させられたことを聞き、胸に痛みを覚えて倒れる。人民解放軍の使節に面会するダライ・ラマは、ラサに戻るように要請されるが、なにも言わない。身の安全が保証できないとインドへの亡命を主張する内閣に対し、パラは「インドに行かれたら、ラサにお戻りになれるかどうか保証はできません」と進言する。その夜、夢のなかで人民解放軍の将軍たちが、毛沢東以前の中国がいかに悲惨で、人々が虐げられ、飢えていたのかを語る。一人の将軍は、男が赤ん坊の死体を料理しようとしながら「俺が殺したんじゃない。勝手に死んだんだ！」と叫んでいた、と言う。
人民解放軍の使節の要望に応じて、ポタラ宮に戻ったダライ・ラマを、母と長兄（タクツェル・リンポチェ）が訪ねる。「お母さん、僧院は日が落ちたら女性は立ち入り禁止ですよ」と言って母を人払いしたダライ・ラマに、長兄は人民解放軍の進駐後の体験を話し、驚くべきことを告げる。「中国人は私があなたを説得することを条件に釈放してくれました。彼らは、もし私があなたを説得できなかった場合、あなたを殺せ、と言った」。ダライ・ラマは愕然とし、「彼らは、実の兄が弟を殺せると本気で信じているのか？」とつぶやく。
ダライ・ラマは自ら北京に向かい、毛沢東と交渉することを決意する。側近たちは共産主義に嫌悪を隠さないが、ダライ・ラマは好奇心旺盛に子どもの合唱を聴いたりしている。毛沢東も彼を歓待し「母も仏教徒でした」と理解を示し、ダライ・ラマも一時は「仏教と社会主義には共通するところもあるから、共存は可能だ」とさえ思う。夢のなかで、タクバ、ノルブ、そして父がそれぞれに「さようなら、クンドゥン」と言って去っていく。ダライ・ラマは思わず「誰も死んではならない」と叫んで目を覚ます。だがラサに戻る前夜に彼を招いた毛沢東は「ひとつだけあなたに忠告があります。宗教は毒です。民族を衰えさせる毒なのです。チベットはその毒に冒されているのです」と言い、それを聞いたダライ・ラマは戦慄する。
ダライ・ラマはチベットに戻り、生家を訪ねる。かつて豊かに煙を上げていたかまどには火の気もなく、家中には「中華人民共和国万歳」「毛沢東主席万歳」といった中国語の標語や、毛沢東の写真が飾られている。「幸せですか」とそこに住む老女に訊ねるダライ・ラマ。老女は苦しそうに涙をこらえながら「中国共産党と毛主席のご指導の下で私たちは幸せです」と言う。ダライ・ラマはその老女の頬を思わず両手で包み込む。
ラサに戻ると、人民解放軍の食糧などの無理な要求に、チベット政府の首相も辞職するしかなくなる。人民解放軍はチベット軍を自分たちの指揮下におき、ゲリラの掃討作戦に参加させるとまで言い出す。チベット各地から僧院が破壊され、たいした武器ももたないゲリラが人民解放軍に掃討されているという報告が届く。さらには、僧侶や尼僧が路上で陵辱され、チベットの子供たちが自分の親を殺すことを強制させられている、と聞き、ダライ・ラマは顔を覆って崩れ落ちる。夢のなかでノルブリンカ宮の中庭に立ち、周囲を見回すダライ・ラマ。その周囲には遥か彼方まで僧侶たちの血まみれの死体が転がっている。人民解放軍からはダライ・ラマの誘拐や暗殺を匂わす招待状まで届けられる。それでもダライ・ラマは「私の責任は私の民衆とともにあることだ」と言って、側近の「インドに亡命すべき」という進言を退け続ける。ダライ・ラマを守るためにノルブリンカ宮の周囲にはチベットの民衆が続々と集結するが、彼らの意見も「かけがえの無いお命です、逃げてください」と「行かないで下さい」にまっぷたつに分れている。だがノルブリンカ宮を爆撃することを匂わす脅迫めいた書簡が人民解放軍から届けられ、ラサの緊張も最高潮に達し、中国側が全面的な武力行使に打って出る危険も高まる。ダライ・ラマはチベットの魂を守るためには、自分が亡命する以外にないと決意する。
兵士に変装したダライ・ラマはわずかな側近たちを引き連れて夜中に離宮を脱出する。辺境地にたどりついたダライ・ラマは、中国から押し付けられた十七か条協定を改めて拒否し、チベット臨時政府の樹立と、チベットの主権の保持を宣言する。そして、人民解放軍の追跡を逃れながらヒマラヤの険しい雪山をすり抜ける苦しい旅を続け、身も心も衰弱しながらインド国境にたどりつく。側近から「我々は勝ったのです。自らの足でインドにお入りください」と促されたダライ・ラマは牛の背中から降り、よろよろとインドの国境検問所に歩を進める。インドの国境警備兵から「敬意をこめてお伺いします。あなたは御仏様でしょうか？」と問われた彼は、「私はただの男、仏に仕える一介の僧侶、善を行い、自己にめざめる努力を続けている者だ」と答える。
インド政府が用意した質素な建物に落ち着いたダライ・ラマは、望遠鏡をとりだしてヒマラヤの雪山を遠望し、はるか彼方のチベットに想いを馳せる。

## 出演
| 役名                     | 俳優                                   | 日本語吹替 |
| ------------------------ | -------------------------------------- | ---------- |
| ダライ・ラマ14世（成人） | テンジン・トゥタブ・ツァロン           | 小野塚貴志 |
| ダライ・ラマ14世（12歳） | ギュルメ・テトン                       | 亀井芳子   |
| ダライ・ラマ14世（5歳）  | トゥルク・ジャムヤン・クンガ・テンジン | 亀井芳子   |
| ダライ・ラマ14世（2歳）  | テンジン・イェシェ・パチュン           |            |
| 母                       | テンチョ・ギャルポ                     | 種田文子   |
| 父                       | ツェワン・ミギュル・カンサー           | 星野充昭   |

## その他
チベットを自国領土とし、ダライ・ラマ14世の政治活動を認めていない中国が、この映画をチベットで撮影することを許可するはずが無く、ロケはチベット本土では当然不可能であった。このため、当初はヒマラヤ山脈を挟んだインド北部で予定されていたが、インド政府が政治的理由からなかなか許可を出さず、結果的に、撮影は主にモロッコで行われた。壮大なポタラ宮もモロッコに大掛かりなセットを組んで撮影され、外景は3Dデジタル・マット・ペインティングなどを駆使して再現された。詳細な間取りなどについては、ダライ・ラマ14世自身を含む多くの亡命チベット人への取材に基づいている。モロッコを主要なロケ地に選んだのは、マーティン・スコセッシ監督が以前にそこで『最後の誘惑』を撮影していたからでもあり、また地形的にチベット高原に似ていたからである。
作中のセリフはほぼ英語（一部はチベット語）だが、出演者のほとんどが亡命チベット人。ダライ・ラマの青年期を演じたテンジン・トゥタブ・ツァロン(Tenzin Thuthob Tsarong)はダライ・ラマ14世の甥の息子である。インド北部、ダラムサラにおかれたチベット亡命政府の文化機関の全面的な協力を受け、チベットの建築や服装、仏教儀式や民衆文化が緻密に再現されている。
登場人物の主観描写を多用するスコセッシ独特のスタイルがとくに突き詰められた作品でもあり、史実に非常に忠実でありながら、歴史的な背景の説明は最低限に押さえられ、主人公ダライ・ラマの目線でチベットの文化と歴史を体験する構造になっている。また映画のなかで三度出て来るダライ・ラマの夢のシーンのうち二つは、ダライ・ラマ本人の見た夢に基づいている。見る道具としての望遠鏡と、光を出すものであるろうそく、電灯、携帯式のランタンや懐中電灯などが、重要な象徴的小道具として繰り返し用いられる。また後半に入るとダライ・ラマを見送る人物がいつまでもじっと遠景のなかに立っているというモチーフが繰り返される。クライマックスのインドへの亡命をチベット仏教の最重要の儀式であるカーラ・チャクラと並行して見せていくモンタージュのなかには、さらに過去のシーンのバリエーションも組み込まれ、砂曼荼羅の創造と破壊と融合されるに及んで、リアリズムを離れて別れと再会、物事が変化しながらも不変でもある流転と回帰の主題が色濃く浮かび上がる。
マーティン・スコセッシ自身がもっとも愛着のある自作であることを表明しており、またこの映画を完成間近で亡くなった母キャサリン・スコセッシに捧げている。その理由を、スコセッシは「この映画は無条件の愛についての映画であり、そして私にとってもっとも身近に無条件の愛を体現していた人は母だったから」と語っている。ちなみにダライ・ラマ14世自身も後にワシントン・ポスト誌に寄稿した記事の中で「初めてわたしに愛と思いやりを教えてくれた先生は、わたしの母親でした。母親はわたしに最大限の愛を注いでくれました」と語っている。
主な出資者でありアメリカでの配給元であるディズニーには中国から強い圧力があったと言われ、アメリカ国内ではあまり広く公開されなかった。作品の輸入、上映ともに中国では禁止となっている。また、同時期に中国で公開が予定されていたディズニー制作のアニメ映画「ムーラン」は、中国からの嫌がらせにより、8ヶ月も公開を妨害された。このため、中国を舞台にした映画にも係わらず、中国における「ムーラン」の興行は、結果的に失敗となった。
メイキングドキュメンタリーとして、1998年に制作された『マーティン・スコセッシとクンドゥンを探して(原題: À la recherche de Kundun avec Martin Scorsese)』という作品がある。(日本未公開)

## 関連作品

### 映画
- セブン・イヤーズ・イン・チベット

### 書籍
- 十四世ダライ・ラマ『ダライ・ラマ自伝』山際素男訳（単行本）、文藝春秋、1992年1月。ISBN 4-16-345720-8。（文庫版）2001年6月。ISBN 4-16-765109-2。
- ダライ・ラマ『チベットわが祖国　ダライ・ラマ自叙伝』木村肥佐生訳（改版）、中央公論新社〈中公文庫〉、2001年11月。ISBN 4-12-203938-X。